# Nadja Uhl
Nadja Uhl (* 23. Mai 1972 in Stralsund, DDR) ist eine deutsche Schauspielerin.

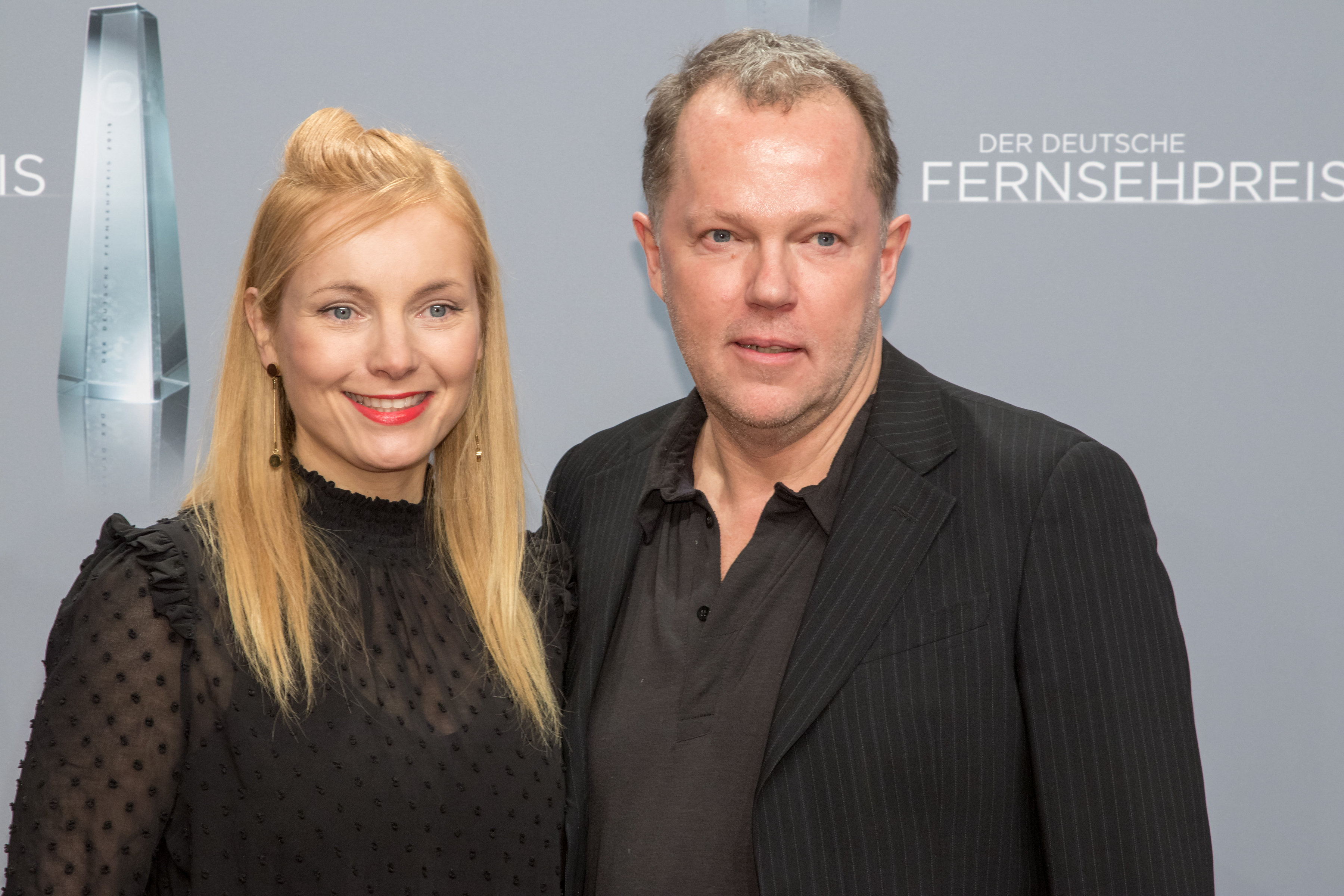
Nadja Uhl mit dem Regisseur Torsten C. Fischer beim Deutschen Fernsehpreis 2018

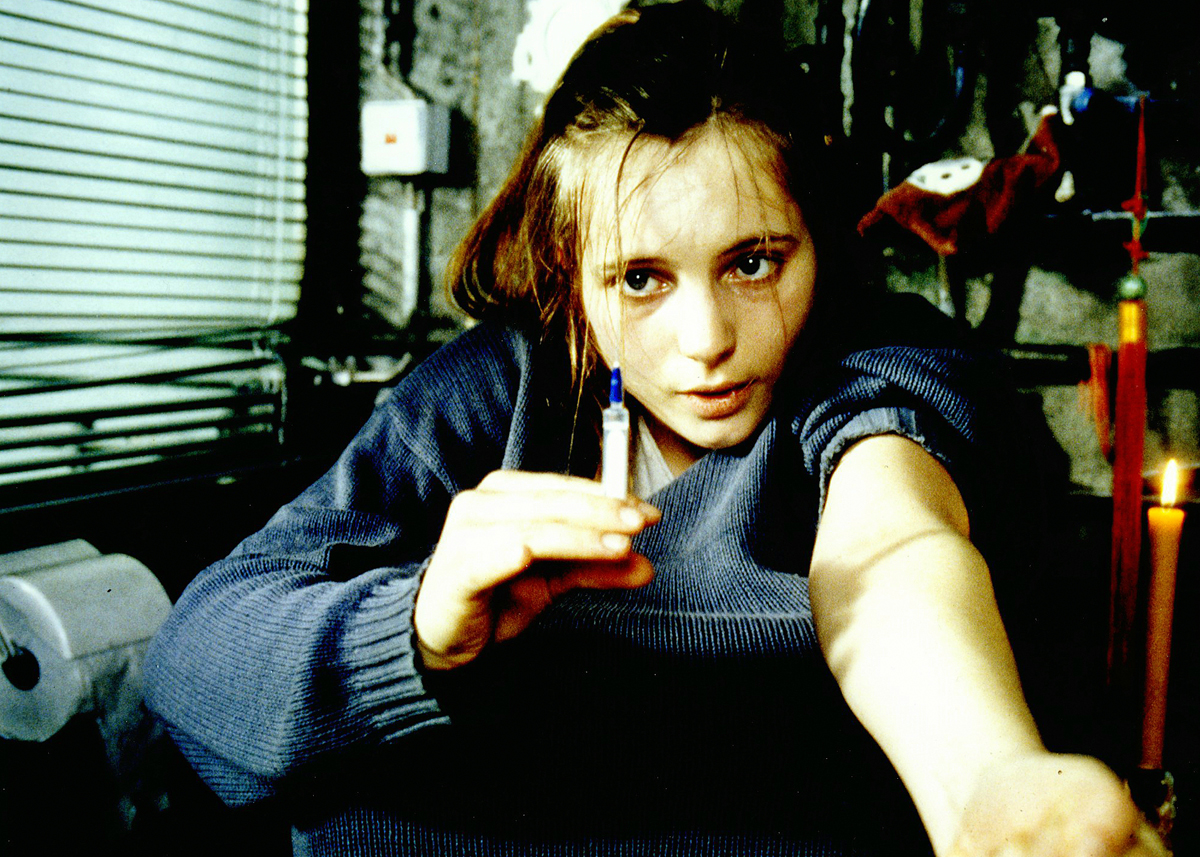
Nadja Uhl in Polizeiruf 110: Kleine Dealer, große Träume (1996)

## Leben
Nadja Uhl wurde in Stralsund geboren, ihre Mutter war Erzieherin. Sie wuchs in Franzburg auf, wo sie auch erste schauspielerische Erfahrungen machte. Später zog ihre Mutter mit ihr nach Hennigsdorf. Nach dem Abitur absolvierte sie von 1990 bis 1994 ihre Schauspielausbildung an der Leipziger Hochschule für Musik und Theater Felix Mendelssohn Bartholdy. Ihr erstes Engagement erhielt sie 1994 am Potsdamer Hans Otto Theater. Dort spielte sie die Viola in Shakespeares Was ihr wollt, Polly Peachum in Brechts Die Dreigroschenoper, das Gretchen in Goethes Faust und die Paula in Plenzdorfs Die Legende vom Glück ohne Ende. Ihren ersten Filmauftritt hatte Uhl schon 1993 gegen Ende ihres Studiums in Der grüne Heinrich. Von 1995 an bevorzugte sie die Arbeit in Film und Fernsehen. Für ihre Darstellung in Schnee in der Neujahrsnacht wurde sie 2000 für den New Faces Award als Beste Nachwuchsschauspielerin nominiert. Der Durchbruch gelang ihr im gleichen Jahr in Schlöndorffs Film Die Stille nach dem Schuss als ausgeflippte Arbeiterin Tatjana.
An Uhls Schauspieltalent werden vor allem ihre große Wandlungsfähigkeit hervorgehoben und ihre überzeugende Darstellung von Persönlichkeiten in Grenzsituationen: In Uli Edels und Bernd Eichingers Verfilmung Der Baader Meinhof Komplex stellte sie die Terroristin Brigitte Mohnhaupt dar, im gleichzeitig entstandenen Film Mogadischu spielte sie als Stewardess des entführten Flugzeugs ein Terroropfer. Für ihre Nebenrolle in Simon Verhoevens Komödie Männerherzen (2009), in der sie als Verkäuferin zu sehen ist, die von ihrem cholerischen Ex-Mann (gespielt von Wotan Wilke Möhring) verfolgt wird, war sie für den Deutschen Filmpreis nominiert.
Im April 2021 beteiligte sich Uhl an der Protestaktion #allesdichtmachen, bei der rund 50 prominente Schauspieler in Einzelvideos diverse Maßnahmen zur Eindämmung der COVID-19-Pandemie kommentierten, was laut den Beteiligten als „ironisch-satirisch“ verstanden werden sollte.

## Privates
Nach vielen Jahren in Berlin-Mitte lebt Uhl heute in Potsdam. 2005 kaufte sie mit drei Freunden die alte Villa Gutmann und sanierte sie mit viel Eigenarbeit zu einem Mehr-Generationen-Haus.
Mit ihrem Lebensgefährten und Manager Kay Bockhold hat sie zwei Töchter.

## Filmografie (Auswahl)
- 1993: Der grüne Heinrich
- 1996: Zerrissene Herzen (Fernsehfilm)
- 1996: Polizeiruf 110 (Fernsehreihe): Kleine Dealer, große Träume
- 1997: Tatort (Fernsehreihe): Eiskalt
- 1997: Mein ist die Rache (Fernsehfilm)
- 1998: First Love – Die große Liebe (Fernsehserie)
- 1998: Gefährliche Lust – Ein Mann in Versuchung (Fernsehfilm)
- 1998: Mörderisches Erbe – Tausch mit einer Toten (Fernsehfilm)
- 1998: Blutiger Ernst (Fernsehfilm)
- 1999: No Sex (Fernsehfilm)
- 1999: Schnee in der Neujahrsnacht
- 2000: Die Stille nach dem Schuss
- 2000: Verhängnisvolles Glück (Fernsehfilm)
- 2001: My Sweet Home
- 2001: Was tun, wenn’s brennt?
- 2002: Scherbentanz
- 2002: Die Zwillinge (De Tweeling)
- 2003: Das Wunder von Lengede (Fernsehfilm)
- 2004: Lautlos
- 2005: Mord am Meer (Fernsehfilm)
- 2005: Sommer vorm Balkon
- 2006: Dornröschen erwacht (Fernsehfilm)
- 2006: Die Sturmflut (Fernsehfilm)
- 2006: Vier Minuten
- 2006: Nicht alle waren Mörder (Fernsehfilm)
- 2008: Kirschblüten – Hanami
- 2008: Der Baader Meinhof Komplex
- 2008: Mogadischu (Fernsehfilm)
- 2009: So glücklich war ich noch nie
- 2009: Männerherzen
- 2010: Spreewaldkrimi (Fernsehreihe): Der Tote im Spreewald
- 2010: Die Toten vom Schwarzwald (Fernsehfilm)
- 2011: Dschungelkind
- 2011: Männerherzen … und die ganz ganz große Liebe
- 2012: Der Turm (TV-Zweiteiler)
- 2012: Operation Zucker (Fernsehfilm)
- 2013: Schlussmacher
- 2013: Ein weites Herz – Schicksalsjahre einer deutschen Familie (Fernsehfilm)
- 2013: Der Kaktus (Fernsehfilm)
- 2013: In einem wilden Land (Fernsehfilm)
- 2013: 300 Worte Deutsch
- 2014: Alles inklusive
- 2015: Tannbach – Schicksal eines Dorfes (TV-Mehrteiler)
- 2016: Operation Zucker: Jagdgesellschaft (Fernsehfilm)
- 2017: Timm Thaler oder das verkaufte Lachen
- 2017: Ich werde nicht schweigen (Fernsehfilm)
- 2017: Tod im Internat (Fernsehfilm)
- 2018: Spreewaldkrimi (Fernsehreihe): Tödliche Heimkehr
- 2019: Die Jägerin – Gegen die Angst (Fernsehfilm)
- 2019: Ein Wochenende im August (Fernsehfilm)
- 2019: Preis der Freiheit (TV-Dreiteiler)
- 2020: Cortex
- 2021: Die Jägerin – Nach eigenem Gesetz (Fernsehfilm)
- 2021: Die Schule der magischen Tiere
- 2022: ZERV – Zeit der Abrechnung (TV-Mehrteiler)
- 2022: Die Schule der magischen Tiere 2
- 2023: Die Jägerin – Riskante Sicherheit (Fernsehfilm)
- 2024: Alter weißer Mann
- 2025: Die Jägerin – Gegen die Wut (Fernsehfilm)

Dokumentation:
- 2008: Gero von Boehm begegnet: Nadja Uhl

## Auszeichnungen
- 2000: Silberner Bär der Internationalen Filmfestspiele Berlin als beste Darstellerin für Die Stille nach dem Schuss (zusammen mit Bibiana Beglau)
- 2005: Silver Hugo Award des Filmfestivals Chicago in der Kategorie Beste Darstellerin für Sommer vorm Balkon
- 2005: Sonderpreis der Jury des Fernsehfilm-Festivals Baden-Baden für herausragende darstellerische Leistungen in Mord am Meer
- 2007: Jupiter in der Kategorie Beste TV-Darstellerin für Die Sturmflut
- 2007: nominiert für den Deutschen Fernsehpreis in der Kategorie Beste Schauspielerin für Nicht alle waren Mörder
- 2010: nominiert für den Deutschen Filmpreis in der Kategorie Beste weibliche Nebenrolle für Männerherzen
- 2010: nominiert für den Deutschen Fernsehpreis in der Kategorie Beste Schauspielerin für Der Tote im Spreewald
- 2013: Bayerischer Fernsehpreis als beste Schauspielerin in der Kategorie Fernsehfilme für ihre Rollen in Operation Zucker und Der Turm
- 2013: Günter Rohrbach Filmpreis, Darstellerpreis für ihre Rolle in Operation Zucker
- 2013: Bambi in der Kategorie Schauspielerin national
- 2013: nominiert für den Deutschen Fernsehpreis in der Kategorie Beste Schauspielerin für Operation Zucker und Der Turm
- 2014: Goldene Kamera in der Kategorie Beste Deutsche Schauspielerin für ihre Rolle in Operation Zucker
- 2014: nominiert für den Jupiter Award in der Kategorie Beste Deutsche Schauspielerin für ihre Rolle in Schlussmacher
- 2018: nominiert für den Deutschen Fernsehpreis in der Kategorie Beste Schauspielerin für Tod im Internat